# Darkhawk
Darkhawk es el título de una colección estadounidense de cómics creada a comienzos de la década de 1990 para la editorial Marvel por Tom DeFalco y Danny Fingeroth con dibujos principalmente de Mike Manley.
Ambientada en el Universo Marvel cuenta la historia de Chris Powell, un joven neoyorquino que encuentra un amuleto que le otorga la habilidad de convertirse en un superhéroe, en un ser dotado de asombrosos poderes, cubierto por una armadura y un casco negros. Con el fin de combatir el crimen, Chris Powell utiliza el amuleto y asume el nombre de Darkhawk (traducido en ocasiones como Halcón Oscuro) para proteger así su verdadera identidad.

## Publicación
La editorial Marvel publicó esta colección en Estados Unidos desde marzo de 1991 hasta abril de 1995, a lo largo de 50 números de periodicidad mensual. Todos los guiones de la serie estuvieron firmados por Danny Fingeroth.

### España
En España, Planeta DeAgostini, bajo su sello editorial Cómics Fórum, publicó los 15 primeros números de la colección original en catorce cómics de 24 páginas (excepto el primer número, de 48, que contenía el primer y segundo episodio de la edición estadounidense) que salieron al mercado de enero de 1993 a febrero de 1994. Aunque la mayor parte de la colección quedó inédita en España, algunos números de la misma se publicaron como complemento dentro de la colección titulada New Warriors. En algunas apariciones del protagonista fuera de esta colección, se ha traducido su nombre como Halcón Oscuro.

## Trama

### Origen
Chris Powell es un adolescente que estudia en el instituto Midtown de Queens, el barrio donde reside con su familia: Grace, su madre, ayudante de fiscal; Mike, su padre, agente del cuerpo de policía de Nueva York y sus hermanos Jason y Jonathan, dos gemelos de 11 años.
La vida familiar de Chris, atraviesa momentos duros: Su madre es objeto de amenazas por parte del presunto mafioso Philippe Bazin,  y su padre pasa la mayor parte del tiempo fuera de casa trabajando .Un domingo por la tarde, Chris queda al cargo de sus hermanos, pero les deja solos en casa para salir con sus amigos. Al regresar, encuentra a su madre asustada pues Jason y Jon han desaparecido. Sabiendo que sólo se trata de una travesura de sus hermanos, Chris acude a buscarles a un parque de atracciones abandonado cerca de su casa. Allí es testigo de cómo su padre acepta un soborno por parte de unos sicarios de Bazin. Descubierto, intenta huir con sus hermanos. En medio de la confusión agarra un extraño objeto en forma de rombo para defenderse. Al desear “aplastar a esos miserables” que le tienen acorralado, ese objeto le transforma en un poderoso ser, con una garra en su mano derecha, un casco, y la capacidad de arrojar rayos de fuerza por el pecho. Tras derrotar a sus perseguidores, logra adoptar de nuevo su forma normal justo a tiempo para ver a su padre huir.
Apesadumbrado al saber que su padre es un policía corrupto y que les ha abandonado, decide emplear el amuleto para defender a su familia de Bazin, y poder hacer lo que se suponía que era la tarea de su padre: Combatir el crimen.
Antes de abandonar el lugar con sus hermanos, oye que un mendigo le advierte sobre malgastar el poder del Darkhawk, por lo que decide emplear ese nombre cuando se transforma en su alter ego.
Su primera decisión será atacar a Bazin para evitar las amenazas a su familia, pero este es defendido por El Duende, el cual tiene un trato con el mafioso precisamente para encontrar el amuleto de Darkhawk. Se desencadena así una pelea que deja a Darkhawk malherido. Convertido de nuevo en Chris Powell, logra despistar al Duende y regresar a su casa. Una vez allí, presencia una encarnizada lucha entre Spider-Man y el Duende en el parque de atracciones donde encontró el amuleto. Cuando El Duende está a punto de asesinar a Spiderman, Chris decide volver a convertirse en Darkhawk aunque este estaba herido tras la última pelea. Completada la transformación, descubre que su cuerpo está totalmente recuperado, por lo que puede ayudar al héroe sin ningún problema. Juntos, Spiderman y Darkhawk, logran hacer huir al Duende.
Decidido a seguir con su carrera superheroica, Chris comienza a entrenar sus habilidades como Darkhawk e intenta frustrar una venta de armas por parte de hombres de Bazin. Allí es sorprendido por el Duende y salvado por Spiderman. De nuevo juntos, ambos superhéroes logran derrotar al Duende. Darkhawk, por un momento, se muestra decidido a acabar con la vida del Duende, pero este logra huir en el último momento. Spiderman reprende a Darkhawk por su comportamiento, haciéndole ver que un verdadero héroe no debe convertirse nunca en un asesino.
El Duende y Bazin mantienen una última reunión donde el mafioso logra engañarle y hacerle creer que Darkhawk es sólo un tipo disfrazado, no el portador del amuleto que él ansía.

## El protagonista

### Vestimenta
La armadura que lució Darkhwak en su publicación española era negra, con el amuleto en forma de rombo que le da los poderes, insertado en el pecho. Hombreras plateadas. Garra con tres filos y mecanismo de lanzamiento de la misma en el antebrazo derecho. Casco que cubre por completo su cabeza con visor violeta rodeado por un remate plateado.

### Poderes
Transformado en Darkhawk, los poderes de Chris Powell son:
- Gran fuerza y agilidad.
- Capacidad de planear con unas alas unidas a su costado y a sus brazos que surgen cuando lo desea.
- Posibilidad de lanzar rayos de fuerza y crear un pequeño escudo desde el pecho.
- Su mano derecha tiene una garra que puede utilizar para atacar a sus enemigos y lanzar con un cable para desplazarse o agarrar objetos fuera del alcance de sus manos.
- Gracias a su casco puede ver en la oscuridad, y a grandes distancias.
- Entre una transformación y otra, sin importar el tiempo transcurrido, el cuerpo de Darkhawk se regenera totalmente, aunque no el de Chris Powell.
- El rostro que oculta su casco cuando se transforma en Darkhawk nunca ha sido revelado al lector. No obstante, cuando algún personaje lo ve, incluido el propio Darkhawk, muestra signos de terror.[3]

### Otras apariciones del personaje fuera de su colección
- Los Defensores Secretos (números 1 al 3), serie limitada de 12 números publicada por Cómics Fórum.
- Asalto a la Ciudad de la Armadura, 1ª Parte Extra Invierno de 1992 de la colección Darkhawk, publicado por Cómics Fórum.
- Asalto a la Ciudad de la Armadura, 2ª Parte Extra Invierno de 1992 de la colección "Los Nuevos Vengadores" publicado por Cómics Fórum.
- Spiderman: Amigos y Enemigos tomo publicado en 1996 por Cómics Fórum.
- Runaways (números 10, 11 y 12 del primer volumen de la edición española), publicado en 2007 por Editorial Panini.

## En otros medios

### Televisión
Darkhawk hizo apariciones de cameo sin voz en la serie animada Fantastic Four. En el episodio "To Battle the Living Planet", se lo vio con los Nuevos Guerreros ayudando a los civiles. En el episodio "Doomsday", Darkhawk fue mostrado volando con Justice.
Apareció en la serie de televisión Guardianes de la Galaxia de Disney como un androide villano al servicio del hermano de Odín durante la tercera temporada de la serie.

### Videojuegos
- Darkhawk se menciona en el videojuego Ultimate Spider-Man. Se puede escuchar a Spider-Man burlándose de la Antorcha Humana durante una de sus carreras, diciendo: "¡Darkhawk es más rápido que tú!". A pesar de su referencia en el juego, Darkhawk nunca apareció en ninguna de las líneas de cómics de Ultimate Marvel.
- El 3 de diciembre de 2018, Darkhawk se introduce en el juego móvil Marvel: Concurso de Campeones como un personaje jugable.[4]